# القريه القديم (السياني)

تعديل مصدري - تعديل

القرية القديم محلة تابعة لقرية الصيرات، التابعة لعزلة الهادس بمديرية السياني إحدى مديريات محافظة إب في الجمهورية اليمنية.، بلغ تعداد سكانها 169 حسب تعداد اليمن لعام 2004.